# 소셜 미디어와 정체성
소셜 미디어는 사용자의 정체성에 긍정적 영향과 부정적 영향을 모두 미칠 수 있다. 심리학 및 커뮤니케이션 분야의 학자들은 개인의 행동, 심리적 영향, 사회적 양상을 이해하기 위해 소셜 미디어와 정체성 간의 관계를 연구한다. 온라인에서 정치적 또는 사회적 집단 내의 커뮤니케이션은 발견된 정체성들의 실천적 적용, 즉 개념의 현실 세계 내 구현으로 이어질 수 있으며, 그러한 정체성들을 전면적으로 수용하는 결과로도 나타날 수 있다. 대학에 재학 중이거나 진학하는 청년, 즉 '신흥 성인(emerging adults)'으로 정의되는 젊은 세대는 특히 소셜 미디어를 통해 정체성이 형성되는 경향이 강하게 나타난다.

## 청년기 성인
청년이 신흥 성인으로 접어드는 시기에, 개인은 특히 소셜 미디어의 영향을 강하게 받는다. 심리학자들은 자기표현 방식(self-presentation)을 연구함으로써 사용자의 소셜 미디어 참여와 행동 양식이 그들의 정체성에 어떤 영향을 미치는지 파악하고자 한다. 청년기 성인은 미디어 리터러시(media literacy)를 통해 페미니스트와 같은 사회 집단의 일원으로서 자신의 정체성을 발견하기도 한다. 이러한 연구들은 교육자가 미디어 리터러시를 가르치기 위한 틀을 구축하는 데에도 연결되어 있다. 미디어 리터러시에 능숙한 젊은 세대는 그들만의 네트워크와 고유한 커뮤니케이션 방식으로 이러한 더 큰 사회적 정체성에 기여하는 경향이 있다.
젊은 개인은 소셜 미디어에서 받아들이는 정보에 영향을 받는 것으로 나타났다. 연구에 따르면 10대의 약 절반이 소셜 미디어 플랫폼이 또래 집단에 부정적 영향을 미친다고 믿고 있다. 심리학자들은 청년이 청소년기에 접어들며 인스타그램이나 트위터와 같은 플랫폼에서 본 것들에 영향을 받을 가능성이 더 커진다고 본다. 이는 특히 정체성이 형성되는 시기에 해당되며, 이 시기의 개인은 쉽게 영향을 받으며 자신만의 정체성을 만들어가고 있기 때문이다. 소셜 미디어의 발전으로 인해 대부분의 청년은 과거에는 사적이거나 특정인에게만 공유되었던 정보를 다양한 정도의 정확성, 정직성, 개방성을 가지고 널리 공유하게 되었다. 핵심적인 질문은 이들이 온라인에서 자신의 정체성을 정확히 표현하고 있는지, 그리고 소셜 미디어의 사용이 청년기의 정체성 발달에 영향을 미치는지 여부이다. 특히 미디어 이미지(media imagery)는 젊은 남성과 여성의 정신에 큰 영향을 미치는 것으로 알려져 있다. 연구에 따르면 이는 신체 이미지(body image) 문제와 관련하여 더욱 두드러진다. 소셜 미디어는 실재 세계에서 확고한 정체성을 갖지 못한 이들을 위해 가상의 정체성을 탐색할 수 있도록 하는 일종의 안전지대로서 기능하는 면도 있다. 심리학자와 학자들은 과거의 정체성으로부터 완전히 벗어나는 것이 쉬운 일은 아니지만, 인터넷은 그 자체로 더 영속적이라는 점을 지적해왔다.

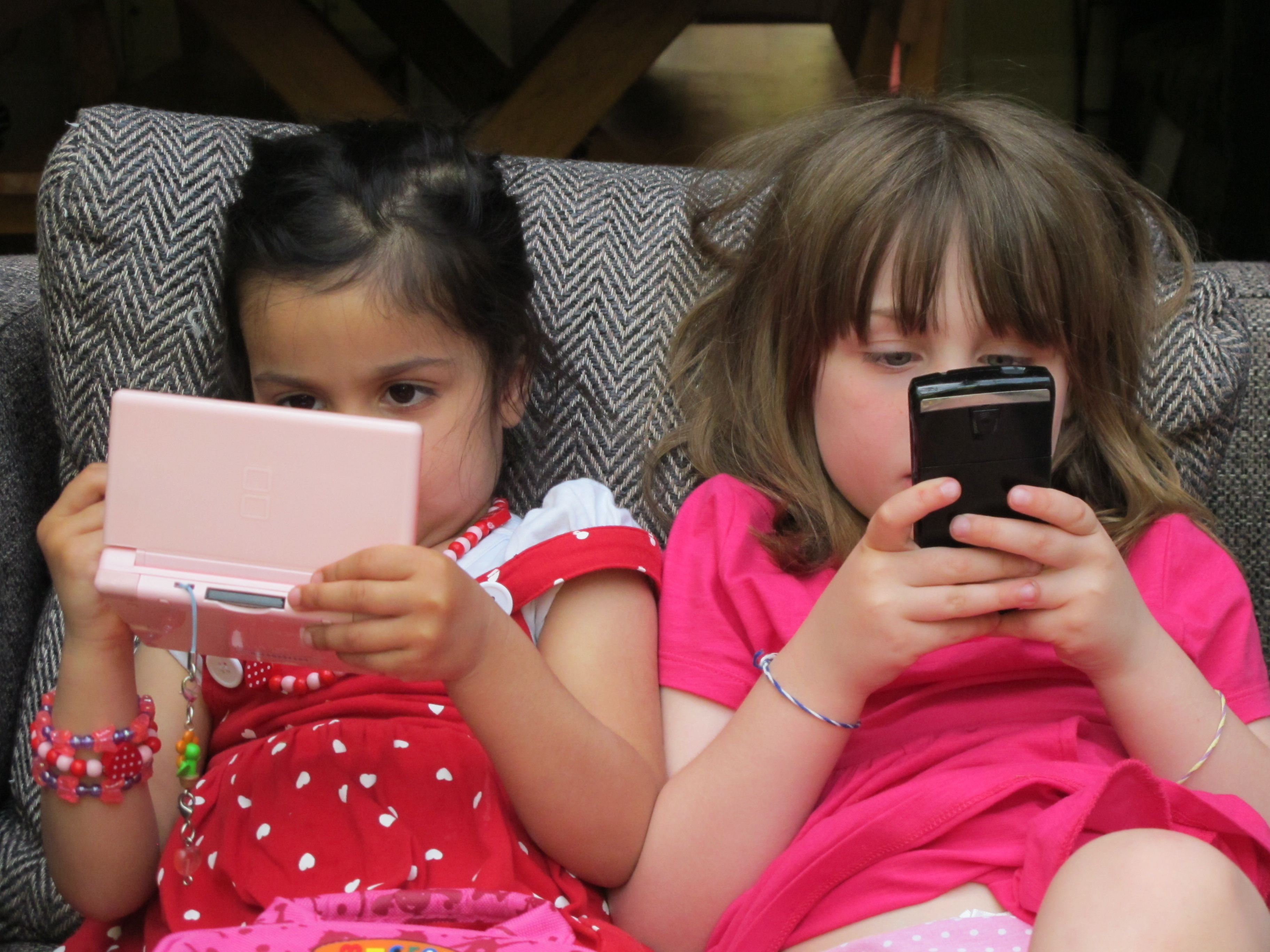
모바일 기기와 게임기를 사용하는 어린 아이들

소셜 미디어는 청년기 성인의 사회적 삶에 필수적인 부분이다. 이들은 관계를 유지하고 새로운 관계를 형성하며, 주변 세계의 최신 정보를 파악하는 데 소셜 미디어에 의존한다. 청소년은 특히 대학 진학과 같은 환경 변화 시 소셜 미디어를 매우 유용하다고 느낀다. 소셜 미디어는 특히 1학년 학생들에게 자신이 세상에 보여주고 싶은 정체성을 구축할 수 있는 기회를 제공한다. 그러나 이러한 학생들이 진정한 자아를 반영하지 않는 온라인 페르소나를 만들어내는 사례도 관찰되어, 인상 관리(impression management)의 문제를 야기한다. 소셜 미디어는 청년기 성인에게 진정한 자아와는 다른 모습으로 자신을 표현할 수 있는 기회를 제공한다.

## 미디어 리터러시
미디어 리터러시(media literacy)의 정의는 시간이 지남에 따라 진화하여, 소셜 미디어나 기타 디지털 공간에서 발생할 수 있는 다양한 경험을 포괄하게 되었다. 미디어 리터러시의 개념은 또한 맥락에 따라 폭넓고 다양하게 정의된다.
현재 미디어 리터러시는 개인이 미디어 콘텐츠를 분석하고, 평가하며, 의미 있는 방식으로 상호작용할 수 있는 능력을 의미한다. 교육자들이 미디어 리터러시 기술을 가르치는 이유는 청년기 성인이 소셜 미디어와 맺는 취약한 관계 때문이다. 특히 트위터에서의 미디어 리터러시 실천 예시로는 해시태그 사용, 실시간 트윗 작성, 정보 공유 등이 있다. 소셜 미디어 맥락에서의 미디어 리터러시의 전반적인 목표 중 하나는 청년기 성인이 인터넷에서 마주칠 수 있는 폭력적, 선정적, 위험한 콘텐츠를 인식하고, 그 콘텐츠의 신뢰도를 판단하며 책임감 있게 소통할 수 있도록 돕는 것이다.
미디어 리터러시가 있다고 간주되기 위해서는, 개인이 온라인 및 소셜 플랫폼으로부터 미디어를 수용하고, 그 정보를 조직할 수 있는 적절한 역량과 맥락적 이해를 갖추고 있어야 한다. 디지털 정보는 사용자에게 올바른 관점으로 분석, 추론, 종합할 수 있도록 제공되어야 하며, 그래야만 사용자는 미디어 리터러시를 갖췄다고 평가될 수 있다.

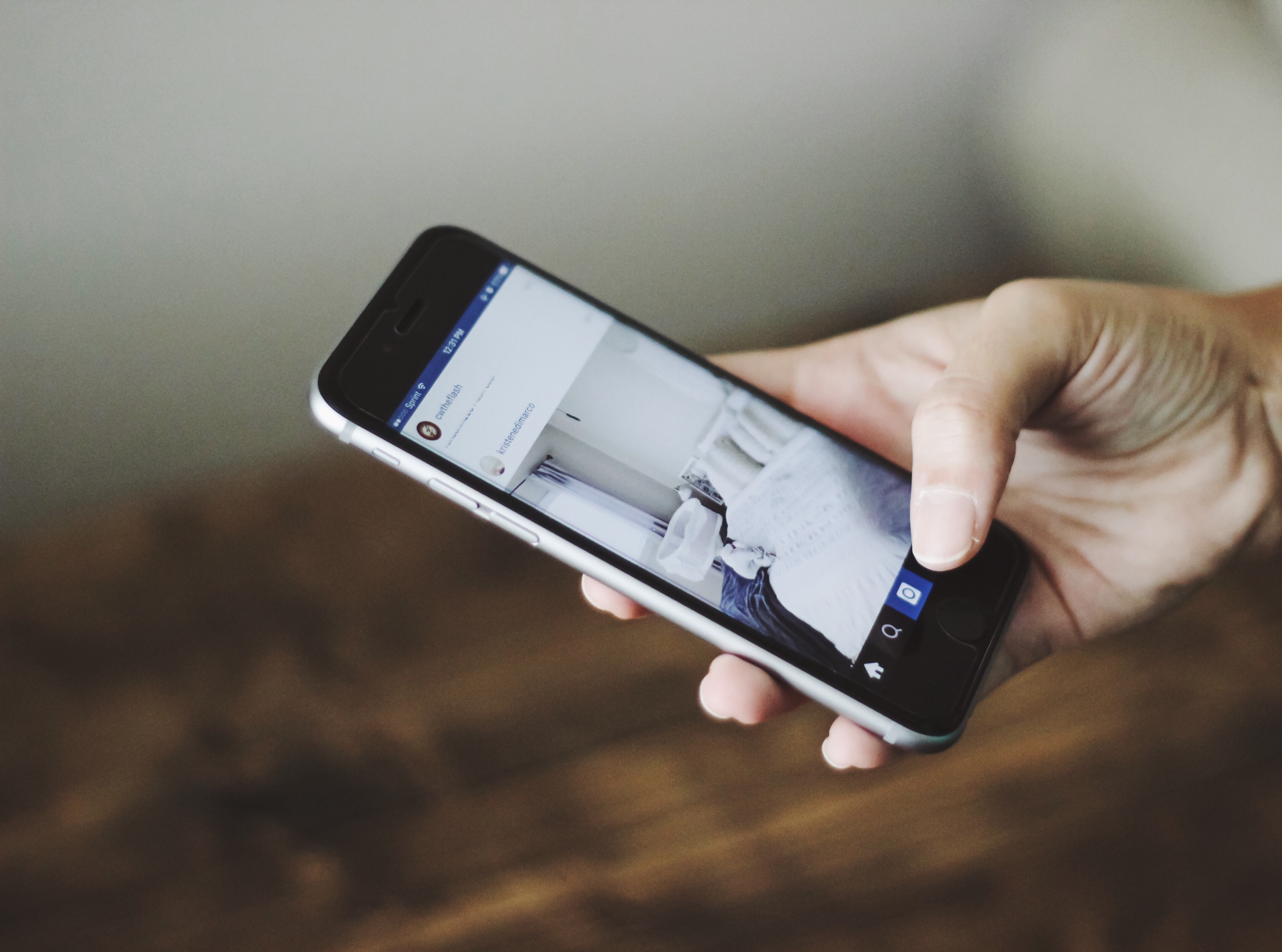
인스타그램 탐색

십대와 청년은 자신의 연령대에 적합하지 않은 특정 온라인 콘텐츠에 취약할 수 있다. 미디어 리터러시 캠페인과 교육 연구는 이러한 연령대에 속하는 사람들을 주요 대상으로 삼는 것이, 온라인 사용자로서의 그들의 요구를 이해하고 충족시키는 데 가장 효과적인 방법임을 보여준다.
소셜 미디어 정체성과 관련하여 온라인상 미디어 리터러시와 연결된 개별 연구는 다수 존재하지만, 여러 연구를 종합적으로 분석한 결론적인 정보는 여전히 부족한 상황이다. 소셜 미디어 리터러시는 여전히 연구가 충분히 이루어지지 않은 주제로 간주된다. 많은 미디어 리터러시 연구자들은 청년기 성인에게 미디어를 안전하게 소비하도록 훈련시키는 것이 아동 및 청년 대상의 인터넷 교육을 발전시키는 데 가장 중요한 해결책이라고 강조한다. 청년기 성인에게 미디어 리터러시에 대한 정보가 더 많이 제공될수록, 그들은 디지털 세계에 더 자신감 있게 진입할 수 있다.
한 가지 제안된 과학적 모델인 ‘소셜 미디어 리터러시 (SMILE)' 모델은, 이 모델의 핵심이 청년기 성인들이 미디어 리터러시의 의미를 진정으로 이해하고, 이를 온라인상에서 행동으로 나타내도록 돕는 데 있음을 가설로 제시한다. SMILE 모델은 또한 소셜 미디어의 영향 및 청년기 학습 능력과 관련된 미디어 리터러시 주제에 대한 추가 연구를 장려하기 위한 목적도 갖고 있다. 이 모델은 청소년 사이의 소셜 미디어 긍정 편향(social media positivity bias)을 분석하는 관점에서 적용되었으며, 소셜 미디어와 미디어 리터러시에 대한 다섯 가지 가정을 제시한다.
1. 소셜 미디어 리터러시는 조절 변수로 기능한다 (소셜 미디어에서 무엇이 보이는가)
2. 소셜 미디어 리터러시는 예측 변수로 기능한다 (소셜 미디어에서 특정 개인에게 무엇이 보이는가)
3. 소셜 미디어 내의 미디어 리터러시는 상호적인 과정이다
4. 소셜 미디어 리터러시의 발달은 변수들이 서로 영향을 주는 조건적 과정에 의존한다
5. 소셜 미디어 내의 미디어 리터러시는 차별적 학습 과정이며, 누가 이를 가르치느냐에 따라 그 결과가 크게 달라진다

이 모델은 또한 인간이 삶을 살아가면서 자연스럽게 미디어 리터러시(및 소셜 미디어 리터러시)를 학습하게 된다는 점을 강조한다. 연구에 따르면, 청년기 성인이 교육자를 통해 미디어 리터러시를 배울 경우, 소셜 미디어 상의 위협에 대해 오히려 덜 관심을 가지게 되어 결과적으로 덜 신중해질 수도 있다.

## 자기표현
사람들은 대중 앞에 자신을 보여주기 위해 스스로의 이미지를 구성하는데, 이를 ‘자기표현(self-presentation)’이라 한다. 인구통계학적 특성에 따라, 진정성 있게 자신을 표현하는 것이 정체성의 명확성(identity clarity)으로 이어질 수 있다. 자기표현의 방식은 지리적 위치의 영향을 받을 수도 있다. 사용자의 위치와 소셜 미디어상 자기표현 간의 관계에 대한 이론적 틀은 ‘공간적 자아(spatial self)’라 불린다. 사용자는 자신의 물리적 공간을 청중에게 보여지는 자기표현의 일부로 포함시키기 위해 공간적 자아를 묘사한다.
2018년의 한 논문에서는, 성형외과 환자들이 특정 스냅챗 필터의 외형적 요소를 요구하며 병원을 찾는 사례가 있다고 보고하였다. 이는 ‘스냅챗 이형장애(Snapchat Dysmorphia)’라는 이론을 낳게 되었다. 2011년 스냅챗이 도입된 이후, 점점 더 많은 사람들이 피부를 매끄럽게 하거나, 눈을 더 키우거나, 입술을 도톰하게 만드는 등의 요청을 하며 병원을 찾고 있다. 이로 인해 사람들이 ‘현재의 자신’과 ‘되고 싶은 모습’ 사이에 괴리를 경험하게 된다.

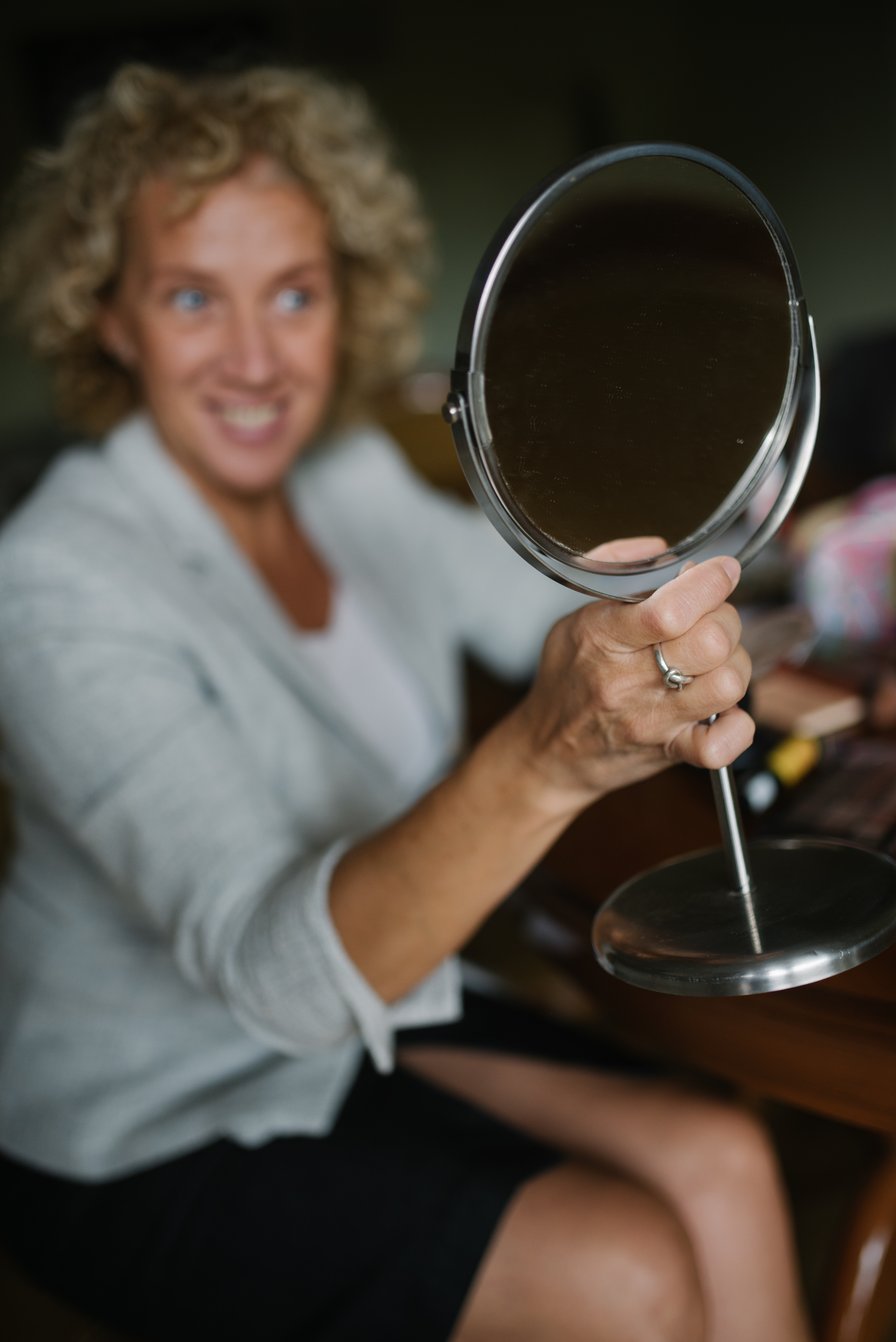
거울 속 자신의 모습을 들여다보는 여성

사회비교이론(Social Comparison Theory)은 사람들이 자신과 유사한 사람들과 자신을 비교하는 경향이 있다는 개념이다. 인플루언서들은 이 개념에 영향을 미치며, 사람들은 종종 자신과 비슷하다고 느끼는 이들을 인터넷에서 지켜본다. 이 이론에는 두 가지 하위 범주가 있다. ‘상향 비교(Upward comparison)’는 자신보다 나은 사람이라 느끼는 이와 자신을 비교하는 것이며, ‘하향 비교(Downward comparison)’는 자신보다 못하다고 느끼는 사람과 비교하는 것을 말한다.
배양이론(Cultivation Theory)은 사람들이 사회적으로 이상화된 신체 이미지에 반복적으로 노출될수록, 그러한 이미지가 비현실적이라는 사실을 인지하지 못하게 된다는 개념이다.
자기도식(Self Schema Theory)은 여성이 자신을 바라보는 방식을 세 가지 기준으로 형성한다고 설명한다.
1. 사회적으로 이상적인 모습: 미디어 속 여성의 이상화된 재현
2. 객관적인 신체: 자신의 몸을 객관적으로 바라보는 관점
3. 내면화된 이상적 신체: 미디어 속 이미지를 내면화하고 그것을 달성하고자 하는 욕구

Pescott(2020)의 연구에 따르면, 프리틴(10~12세)의 스냅챗 필터 사용은 그들의 온라인 자기표현 방식에 큰 영향을 미친다. 남자아이는 필터를 재미와 오락용으로 사용하는 반면, 여자아이는 미용 강화의 수단으로 사용하는 경향이 있다. 이는 필터 사용 여부를 인지하지 못한 채 친구, 인플루언서, 유명인의 콘텐츠를 소비하는 프리틴에게 위험할 수 있다. 같은 연구는 필터의 사용이 프리틴의 정체성 형성에 큰 영향을 미친다는 점도 발견하였다. 이 시기의 아동은 타인과의 비교를 통해 자기 인식을 발달시키기 때문이다.

## 신체 이미지에 대한 영향
기존의 전통적 미디어가 소비자에게 일방향적인 콘텐츠만 제공했던 반면, 소셜 미디어 네트워크 사이트는 사용자가 스스로 콘텐츠를 제작하고 다른 사용자 및 콘텐츠 제작자와 상호작용할 수 있는 더 몰입적인 환경을 제공한다. 이러한 플랫폼의 인기가 높아지면서, 연구자들은 소셜 미디어가 사용자에게 미치는 다양한 영향에 주목하기 시작했다. 그중 하나로 가장 많이 연구된 주제는 ‘신체 이미지에 대한 영향’이다. 이 문제는 특히 소셜 미디어를 적극적으로 이용하는 청소년 및 청년기 성인에게서 두드러지게 나타난다.
청소년 초기, 즉 자아와 정체성에 대한 인식이 형성되는 시기에, 사람들은 미디어에 나타나는 이상적 신체 유형에 영향을 받아 자신의 몸에 대해 특정한 감정을 느끼게 될 수 있다. 이는 신체 감시 행동(body surveillance behavior)을 증가시키며, 결과적으로 신체 수치심(body shame)을 유발할 수 있다. Salomon과 Brown(2019)은 소셜 미디어 상의 자기객관화(self-objectification) 행동, 신체 감시, 신체 수치심, 자기모니터링(self-monitoring) 수준을 측정하여, 소셜 미디어에서 자기객관화 행동을 많이 하는 청소년일수록 신체 수치심을 더 많이 경험하는지를 검토하였다.
자기객관화 행동은 타인으로부터의 대상화(objectification)를 내면화한 결과로 나타나며, 예를 들어 자신의 사진을 자주 찍고 타인이 자신의 외모를 어떻게 평가하는지를 중시하는 행동 등이 해당된다. 신체 감시 행동은 자신의 외모가 타인에게 어떻게 비춰질지를 지속적으로 의식하고 평가하는 행동을 의미한다. 신체 수치심은 사회적으로 이상화된 신체 기준에 부합하지 못한다고 느낄 때 경험하는 부정적인 감정 상태를 말한다. 자기모니터링은 개인이 또래로부터 받은 피드백과 신호에 따라 자신의 행동을 얼마나 바꾸는지를 측정하는 개념이다. 이 연구에서는 소셜 미디어에서 자기객관화를 많이 한 개인이 신체 감시 행동을 더 많이 나타내며, 이는 결과적으로 신체 수치심 경험의 증가로 이어진다는 점이 발견되었다.
일부 연구에서는 소셜 미디어에서 보내는 ‘시간’보다는, 사용자가 ‘어떻게’ 소셜 미디어를 사용하는지가 신체 이미지에 더 큰 영향을 미친다고 주장한다. 예를 들어, Meier와 Gray(2014)는 젊은 여성의 페이스북 사용을 측정한 연구에서, 이미지나 영상 게시물을 자주 본 참가자일수록 자신의 몸에 대해 부정적인 생각을 더 많이 하며 ‘마른 몸 이상(thin ideal)’을 내면화하는 경향이 있음을 발견하였다. 그러나 페이스북 그 자체가 신체 이미지에 영향을 준 것은 아니었다. 오히려 게시, 댓글 작성, 조회 등의 활발한 상호작용은 특히 여고생들에게 체중 불만족, 마른 몸 추구, 마른 몸 이상 내면화, 자기객관화 행동을 증가시키는 요인으로 작용하였다. 소셜 미디어에서 타인과 자신을 비교할 수 있는 기회가 많아질수록, 사람들은 자신도 그렇게 보여야 한다는 압박을 느낄 수 있다. 페이스북은 한 시간마다 1천만 장 이상의 사진을 업로드하므로, 수많은 이상적 신체 이미지에 노출된 사용자는 이를 통해 자신의 신체와 비교하게 되는 것이다.
소셜 미디어에서 자신의 셀프 포트레이트(self-portrait)를 게시했을 때, 친구나 팔로워들은 좋아요나 댓글과 같은 피드백을 통해 인정과 수용을 표현할 수 있다. Bukowski, Dixon, Weeks(2019)의 연구에 따르면, 자신이 게시한 셀프 포트레이트에 대한 피드백을 중요하게 여길수록, 그 사용자는 신체 불만족과 더 마르고 싶다는 욕구를 더 강하게 경험하지만, 이는 사용자가 신체 감시 행동을 함께 수행할 때에만 나타나는 경향이 있다.
연구들은 사용자가 콘텐츠를 ‘생산’하지 않고 ‘소비’만 하더라도 신체 불만족을 경험할 수 있음을 보여준다. Fardouly 외(2015)가 수행한 한 연구에서는, 페이스북 사용이 젊은 여성의 기분, 신체 불만족 수준, 신체나 얼굴의 특정 요소를 바꾸고자 하는 욕망에 어떤 영향을 미치는지를 분석하였다. 그 결과, 페이스북 사용은 부정적인 기분과 연관될 뿐 아니라, 자신의 외모 요소를 타인과 비교하는 경향이 큰 여성일수록 얼굴 관련 특징을 바꾸고 싶어 하는 욕구의 증가와도 관련이 있는 것으로 나타났다.

## 플랫폼 특성
소셜 미디어 사이트의 다양한 플랫폼 특성(affordances)은 사용자의 자기표현에 있어 다양한 선택지를 가능하게 하거나 제약할 수 있다. Gibson(1966)이 처음 제시한 ‘어포던스(affordances)’란 개념은 일반적으로 “미디어 기술과 같은 물리적 도구가 사람들이 할 수 있는 일을 규정하는 방식”을 의미한다. 이러한 개념은 소셜 미디어 사용자가 자기 정체성을 어떻게 구축하는지를 설명하는 데 적용될 수 있으며, 소셜 미디어 플랫폼이 사용자에게 자기표현의 기회를 어떤 방식으로 제공하는지를 포함한다.
예를 들어, 인스타그램은 계정을 등록할 때 사용자에게 프로필 생성을 요구한다. 여기에는 사용자 이름, 프로필 사진, 자기소개, 그리고 최근에는 사용자가 선택한 대명사를 표시하는 기능이 포함된다. 그러나 이와 같은 식별 정보는 반드시 사실일 필요는 없으며, 실제 이름으로 가입을 요구하는 페이스북과 달리, 인스타그램은 가명이나 창작된 사용자 이름과 프로필 사진을 사용할 수 있다. 이는 사용자가 자신이 표현하고 싶은 어떤 정체성이라도 자유롭게 구성할 수 있는 능력을 부여한다.

## 미디어 팩트체크
가짜뉴스에 대응하고 미디어 리터러시를 함양하려면, 온라인 정보를 비판적으로 접근하여 소비하는 미디어가 정확하고 신뢰할 수 있는 것인지 확인해야 한다. 미디어 콘텐츠의 정확성을 판단하는 방법은 다양하지만, 가장 효과적인 전략 중 하나는 팩트체크(fact-checking)이다. 팩트체크는 콘텐츠를 공유하기 전에 그 출처를 검증하는 방식으로, 신뢰할 수 있는 매체에서 제공된 것인지 확인하고, 다수의 믿을 수 있는 소스를 교차 확인하며, 딥페이크(deepfake)나 교묘히 편집된 이미지 등 조작 기법을 인지하는 과정을 포함한다. 출처의 편향성을 이해하는 것 또한 신뢰도를 판단하는 데 필수적이다. 미디어 리터러시는 콘텐츠의 의도를 질문하고, 해당 출처가 정치적 또는 상업적 의도를 갖고 있는지 여부를 파악하며, 개인의 해석에 영향을 줄 수 있는 자신만의 편향에 대해 자각하는 능력을 요구한다. 소셜 미디어 사용자들은 Snopes, PolitiFact 같은 팩트체크 웹사이트나 정부 차원의 팩트체크 프로그램을 활용함으로써 혜택을 얻을 수 있다. 또한, 바이럴 콘텐츠를 그대로 수용하기 전에 회의적 태도를 취하고, 잘못된 정보를 바로잡는 논의에 참여하며, 새롭게 등장하는 디지털 위협에 대한 지식을 지속적으로 갱신하는 것이 미디어 리터러시 향상에 기여한다. 이러한 능력을 갖춘 개인은 신뢰할 수 있는 정보를 식별할 수 있게 되며, 이는 보다 정보에 근거한 책임 있는 디지털 사회를 형성하는 데 기여한다.
사람들이 미디어를 팩트체크하는 방법을 이해하는 것은, 특히 청년기 성인과 청소년이 자신이 소비하는 미디어의 정확성을 보장할 수 있게 해주는 점에서 중요하다. 정보에 기반한 책임 있는 디지털 사회를 조성하는 것을 넘어, 미디어 리터러시는 정신 건강에도 긍정적 역할을 할 수 있다. 잘못된 정보와 해로운 온라인 콘텐츠에 지속적으로 노출되는 것은 불안, 스트레스, 불확실감의 증가로 이어질 수 있다. 사람들에게 미디어를 비판적으로 평가하는 능력을 갖추게 함으로써, 허위 정보로 인한 심리적 부담을 피하고, 디지털 콘텐츠와의 더 건강한 관계를 유지할 수 있도록 돕는다. 일부 연구는 회의적 사고를 실천하고 팩트체크를 수행하는 과정이 정서적 회복력을 높이고, 개인이 소비하는 정보에 대해 더 큰 통제감을 느끼게 한다고 제시한다. 또한, 미디어 리터러시는 사용자가 해를 끼치는 서사에서 벗어나 지지적인 커뮤니티와 소통할 수 있는 길을 열어줌으로써, 긍정적 정신 건강을 도모할 수 있게 한다.

## 기업 내 미디어 반응
Frank J. Lexa와 David Fessell은 다양한 대학의 의학박사(MD) 그룹을 대상으로 가상의 상황을 제시하고 그에 대한 대응을 조사하였다. 질문의 내용은 다음과 같다: “중요한 방사선 전문의가 인종적 비하 발언이 포함된 게시물을 소셜 미디어에 올렸고, 젊은 동료가 이를 알려왔다면 어떻게 대응하겠는가?” 이에 대한 응답은 다양했으나, 거의 모든 답변은 Darren L. Linvell이 소셜 미디어의 위험성을 논의하면서 강조한 핵심 요소들과 연결되었다. Linvell은 온라인상에서 건강한 역동성과 관계를 구축하기 위해 디지털 예의(digital civility)가 핵심이라고 강조한 바 있다. Lexa와 Fessell의 실험에 응답한 이들은, 문제 상황의 기초를 설정하기 위한 즉각적인 커뮤니케이션의 중요성을 언급하며, 이를 통해 예의를 기반으로 한 의사소통을 지향한다고 밝혔다. 또 다른 공통된 대응으로는, 논란이 발생했을 경우를 대비하여 민감성 교육(sensitivity training)과 같은 훈련 및 정책 수립 절차가 이루어져야 한다는 의견이 있었다. 세부 대응은 각 조직의 정책에 따라 달라질 수 있으나, 전반적으로는 기업이 다양한 상황에 대응할 수 있도록 사전에 정책 수립 절차를 갖추고, 디지털 예의를 실천할 수 있는 직원 위원회를 구성하는 것이 중요하다는 점이 강조되었다.

## 정책 입법의 증가
소셜 미디어의 등장은 전 세계 사람들이 소통할 수 있는 다양한 방식을 탄생시켰다. 이러한 미디어는 다양한 사람들 간의 연결, 새로운 정체성의 창출과 개선, 관계 향상, 정보 공유, 새로운 기회로의 진입 가능성 등을 제공하는 체계를 형성하였다. 그러나 동시에, 이 미디어는 청소년들이 정신 건강 문제, 부정적인 자기 이미지, 인종적 적대감, 사이버불링, 성희롱, 스토킹, 심지어 자살로 이어질 수 있는 위험한 세계에 노출되는 경로 또한 만들어냈다.
소셜 미디어가 점차 어린 아동의 손에 들어가고 있는 현실에서, 이러한 위험에 취약한 청소년들을 보호하기 위한 정책 수립 전략의 도입이 필수적으로 요구된다. 예를 들어, 13세 소녀들이 틱톡을 통해 하루 300칼로리 미만으로 섭취하는 방법을 보는 사례가 있다. 미국 내 청소년들은 이미 다양한 플랫폼에 상당 기간 접근해왔으며, 이러한 미디어의 소비는 우울증, 섭식장애, 심지어 자살과 연관된 정신 건강 문제로 이어진다. 이러한 이유로, 섭식장애 예방을 위한 전략적 교육 프로그램(The Strategic Training Initiative for the Prevention of Eating Disorders, STRIPED)은 소셜 미디어 플랫폼의 위험하고 해로운 영향 및 해당 콘텐츠의 규제 방안을 연구하고 있다. 연구에 따르면, 0~17세 사용자로부터 광고를 통해 110억 달러의 수익이 창출되었으며, 이로 인해 기업들은 청소년에게 유해한 콘텐츠를 계속해서 노출시키는 유인을 가지게 된다.
정책 수립은 소셜 미디어 플랫폼을 규제하는 한 가지 방법이 될 수 있지만, 법적 장애로 인해 실제 규제는 어렵다. 첫째, 미국 수정헌법 제1조는 소셜 미디어 플랫폼의 표현의 자유를 보호하며, 소셜 미디어 자체가 단지 컴퓨터 코드이기 때문에 이를 규제하려는 시도는 이 법률을 위반할 위험이 있다. 둘째, 통신품위법 제230조(Section 230 of the Communications Decency Act, CDA)는 온라인 서비스 제공자가 플랫폼을 사용하는 제3자의 발언에 대해 책임지지 않도록 보호하고 있다. 따라서 새로운 소셜 미디어 안전 관련 법은 수정헌법 제1조와 같은 기존 법률을 침해하지 않도록 신중하게 제정되어야 한다. 이러한 상황에서, 청소년의 복지를 보호하고 위험을 줄이기 위한 방안으로, 알고리즘 위험 감사(algorithm risk audits)가 제안된다. 이는 플랫폼의 콘텐츠 처리 시스템을 테스트된 출력물이나 문서화를 통해 검토하는 접근 방식이다.
Darren L. Linvell은 대학 캠퍼스 안팎의 학생들에게 발생하는 소셜 미디어의 ‘어두운 면’을 논의하였다. 대학생 연령대의 사용자들은 소셜 미디어를 자신을 표현하는 수단으로 활용하는데, 일부 학생은 진정한 자아를 드러내고, 다른 일부는 주변 또래에게 보여줄 새로운 페르소나를 창조한다. 그러나 이러한 자기표현은 사이버불링, 인종적 적대감, 공격성, 스토킹 등 여러 위험을 수반한다. 학생이 온라인상에 어떤 페르소나를 표현하든, 사이버불링의 피해자가 될 위험은 항상 존재한다. 사이버불링은 물리적 괴롭힘보다 방관자가 더 많은 경향이 있으며, 이는 사이버불링이 덜 심각하게 여겨지거나 피해자가 책임을 자초했다고 여겨지기 때문이다. 그러나 두 형태의 괴롭힘 모두 정신 건강 문제와 자살 등 동일한 부정적 결과를 초래할 수 있다. 이로 인해, 소셜 미디어 리터러시 교육을 통해 학생들의 안전 수준을 높이는 것이 중요하다는 인식이 확산되고 있다. 그러나 학생들은 이 방식에 항상 흥미를 느끼는 것이 아니기에, 특정 정보를 전달할 때 정보 그 자체보다 그것을 전달하는 과정과 커뮤니케이션에 초점을 맞추는 것이 더 권장된다. 또 하나의 핵심 개념은 디지털 예의(digital civility)로, 이는 올바른 의사소통을 학습함으로써 상호 이해에 기반한 건강한 관계를 형성하는 것을 의미한다. 모든 소셜 미디어 리터러시나 안전 교육을 포괄적으로 가르치는 것보다는, 인간 간 커뮤니케이션 능력을 중심으로 교육하는 방식이 학생들의 참여도와 학습효과를 높이는 데 효과적일 수 있다.
소셜 미디어의 위험에 대한 법적 정책을 시행하는 것이 어렵기 때문에, 미국심리학회(APA)는 가정에서 소셜 미디어 안전을 향상시키기 위한 다양한 권고사항을 제시하였다. 이러한 권고는 청소년이 SMILE 방식을 통해 소셜 미디어 리터러시 교육을 받아야 한다고 주장하지만, 앞서 언급된 Linvell의 지적에 따르면, 이 방식은 학생들이 교육에 대한 흥미를 잃게 하여 결과적으로 안전하지 않은 미디어 소비 행동으로 이어질 수 있다. 또 다른 권고는, 콘텐츠 노출에 제한을 두는 것이 섭식장애 행동, 부정적인 자기 이미지, 폭력 등의 유해한 콘텐츠 소비를 줄일 수 있다고 주장한다. 제한의 또 다른 목적은 청소년의 수면 습관과 신체 활동 참여를 건강하게 유지하는 것이다. 그러나 모든 권고가 모든 가정에 효과적인 것은 아니기에, 일부 가이드라인 및 임상의들은 규칙이 개인의 인지 발달 수준과 지식에 따라 조정되어야 한다고 제안한다. 이는 건강한 가족 역동성 유지의 중요성과도 연결된다. 부모는 자녀의 소셜 미디어 사용에 대한 강점과 약점을 이해하고, 자녀가 안전하게 미디어를 사용할 수 있을 것이라는 신뢰를 가져야 한다. 가족은 함께 논의하여 소셜 미디어 사용에 있어 어떤 제한을 둘 것인지를 결정할 수 있으며, 이를 통해 청소년이 외부(성인, 정책 등)의 강제에 의해 제한받는다고 느끼지 않고 자율적으로 규칙을 수용할 수 있다. 이는 APA의 또 다른 권고사항과도 연결되는데, 부모는 십대와 협력하여 안전한 소셜 미디어 사용을 유도해야 하며, 청소년의 개인적 관심사를 지지함으로써 그들을 제한하는 것이 아니라, 위험한 행동을 예방해야 한다는 점을 강조한다. 결론적으로, 안전하지 않은 소셜 미디어 사용뿐만 아니라 때로는 안전한 사용조차도 청소년에게 위협과 위험을 초래할 수 있다. 다양한 법적 규제가 추진되고 있지만, 현행 법률은 그 진행을 가로막고 있어 소셜 미디어의 해악을 법적으로 규제하는 데 어려움을 겪고 있다. 이런 이유로, 가족과 청소년 스스로가 자신을 보호해야 하는 상황이 되었으며, APA와 같은 기관은 이러한 보호를 위한 효과적인 권고를 제공하고 있다. 미디어를 다루는 데 있어 프라이버시와 경각심의 문제를 인식하는 것이 중요하다. 소셜 미디어는 무한한 기회와 가능성을 제공하는 플랫폼이지만, 이러한 발전을 지속하려면 효과적인 법적 정책과 함께 기본적인 미디어 리터러시 및 디지털 예의에 대한 이해가 필수적이다.